# Bredenborn
Bredenborn is een plaats in de Duitse gemeente Marienmünster, deelstaat Noordrijn-Westfalen, en telt 1.605 inwoners (2008-01).